# Меверік (фільм)
«Меверік» (англ. «Maverick») — американський кінофільм 1994 року.

## Сюжет
Головний герой сюжету Брет Маверік (Мел Гібсон) є красенем-шахраєм, якому на думку прийшла ідея обдурити свій шлях до успіху. шляхом перемоги на великому покерному турнірі, який організовується на пароплаві в Луїзіані. Але за для того, щоб взяти участь у цьому турнірі, йому потрібно завчасно викласти велику ставку, якої на жаль, в нього немає. Маверік вирішує скористатися перевагами кількох гравців у покер зі свого маленького міста. Серед цих гравців була, на перший взгляд, мила Аннабель Бренсфорд (Джоді Фостер) і страхітливий Ейнджел (Альфред Моліна). Ситуація для героїв стає більш тяжкою, коли за ними починає погоню, представник закону, маршал Зейн Купер (Джеймс Гарнер). Далі відбуватиметься низка погонь на диліжансах, складних протиправних дій і перестрілок. Навіть за таких умов,  Аннабель і Маверік починають виявляти почуття один до одного.

## У ролях
- Мел Гібсон — Меверік
- Джоді Фостер — Аннабель Бренсфорд
- Джеймс Гарнер — Зейн Купер
- Грем Грін — Джозеф
- Альфред Моліна — Ангел
- Джеймс Коберн — Коммодор Дюваль
- Джефрі Льюїс — Меттью Вікер
- Ден Гедайя — Твіч, гравець у покер
- Арт Лафлер — гравець у покер
- Вільям Сміт — гравець у покер
- Денніс Фімпл — заїка
- Денні Ґловер — грабіжник
- Лорен Шулер Доннер — місіс Ді

## Цікаві факти
- Епізод із пограбуванням банку, коли Меверік знімає маску з обличчя одного з грабіжників є алюзією. Сцена, в якій два персонажі дивляться один на одного і згадують «Де ж я бачив цього хлопця?» звертає глядачів до іншого відомого фільму Доннера. Точніше до чотирьох фільмів із серії «Смертельна зброя», де головних героїв грають саме Мел Гібсон (Меверік) та Денні Гловер (грабіжник). На додачу, коли герой Гловера вибігає з банку і сідає на коня, він говорить одну з відомих фраз сержанта Мерти (якого і грав Гловер): «I am too old for this shit!» (Я застарий для цього лайна!).
- Один із гравців у першій картярській сцені, «стрілець», представляється як «Джонні Гардин». Справжній Джон Веслі Гардин (John Wesley Hardin) — один із найвідоміших стрільців на Дикому Заході США, що вбив за своє життя понад 40 людей.
- 2011 року Мел Гібсон та Джоді Фостер знову зіграли разом головні ролі у фільмі «Бобер».